# Natriumnitride
Natriumnitride (Na3N) is een extreem onstabiel alkalimetaalnitride. Ondanks het feit dat heel wat wetenschappers meenden dat deze stof niet kon bestaan, werd het in 2002 bereid door Dieter Fischer en Martin Jansen van het Max Planck Institute for Solid-State Research.
Natriumnitride is bij kamertemperatuur een kristallijne vaste stof. Onder kamertemperatuur wordt de stof amorf, terwijl ze bij verwarming boven 87 °C ontleedt in natrium en stikstofgas.